# 生命是什么
《生命是什么》（英語：What Is Life?）是物理学家薛定谔的一本生物学著作，發表於1944年。這本書是根據薛丁格於1943年2月，在都柏林三一學院的公開講座課程內容。在書中薛丁格介紹了含有配置遺傳信息的化學共價鍵，一種“不規律晶體”的概念。
雖然自1869年以來已知脱氧核糖核酸（DNA）的存在，但在薛丁格講述當時，DNA的螺旋形狀與其在複製過程中的角色，還不明確。而在1950年代，這個概念刺激了其他人對於追尋遺傳分子的研究熱情。回顧歷史，薛丁格對“不規律晶體”的理論性充分推測，可被視為提供了分子生物學家關於遺傳物質，應該搜索的方向。共同發現DNA結構的詹姆斯·杜威·沃森和弗朗西斯·克里克，均表示他們研究最初的靈感源自本書，並且把描述遺傳信息儲存機制的前期理論，歸功於薛丁格所撰寫的此書。

## 背景
這本書是根據1943年2月都柏林三一學院的講座課程內容，在1944年出版。該課程雖然預先聲明了“該講座的主題和內容偏於冷門艱深，即使物理學家以最強的數學推導能力，仍難以應用於其上”，仍然吸引了約400名的聽眾。他的演講專注於一個重要主題：“某個有機活體內所發生的事件，如何藉由物理和化學來解釋？”當時仍尚未接受DNA作為遺傳信息的載體，其後於1955年才開始了赫雪-蔡司實驗。此時統計物理和量子力學是物理學最成功的分支，這些理論本質上也和統計學高度相關。薛丁格是量子力學的奠基人之一。
馬克斯·德爾布呂克關於生命物理基礎的想法對薛丁格產生了重要影響。在此書發表之前，1946年諾貝爾獎得主的遺傳學家赫爾曼·穆勒曾在1922年他的文章《Variation due to Change in the Individual Gene》中，陳述關於遺傳分子（當時尚未確認為DNA）的所有基本性質；而薛丁格在1944年此書的〈from first principles〉中，衍生出相同概念（包括這種分子的不規律性）。其實穆勒在1922年的文章《The Gene As The Basis of Life》中已經指出不規律性，而且在1930年代更加詳細地說明。此外，穆勒在1960年寫給記者的信中提到，關於此書所謂的遺傳分子概念早在1944年以前已經出版，而薛丁格的說法只是錯誤揣測。穆勒也提到有兩位著名的遺傳學家（包括馬克斯·德爾布呂克），熟知1944年以前相關的出版資料，也與薛丁格有連絡。但在1944年奥斯瓦尔德·埃弗里最重要的細菌轉化實驗後，DNA作為遺傳分子才變成特定想法。在此之前，蛋白質被認為是最有可能作為所謂遺傳分子的角色。

## 內容
薛丁格在第一章解釋，大多數在大尺度上的物理定律源自於小尺度的混沌。他稱這個原則為“來自無序的有序”（order-from-disorder）。他提出擴散作用來舉例，擴散作用可以當成一個高度有序的過程，但它是由原子或分子的隨機運動而引起。如果減少原子的數量，這系統的行為會變得更隨機。他指出，生命非常依賴於秩序，因此樸實的物理學家會假設一個有機活體主要的編碼，必須由大量原子所組成。
在第二和第三章，他摘要了當時關於遺傳機制的已知結果，最重要是闡述基因突變在生命演化中扮演的重要角色。他的結論是，遺傳訊息的載體必須能長時間持續不變且尺寸要夠小，而這樣的性質與物理學家的期望互相牴觸；這個矛盾無法以古典物理學說來解釋。
在第四章他提到了分子，即使只包含了一些原子但分子的性質確實是穩定的，可作為前兩章所述矛盾的解決方案。儘管之前分子就已經被發現了，它們的穩定性也無法由古典物理學解釋；而需要量子力學的離散性說明。此外，基因突變可直接和量子穿隧效應聯繫起來。
他繼續在第五章解釋，真實也永久的固態是結晶體。分子和晶體具備的穩定性，成因都是相同的原理。分子或可稱為「固態的胚芽」。另一方面，沒有晶體結構的不定形狀固態，應被視為有非常高黏滯度的液體。薛丁格認為不重複自身的遺傳物質，應該是某種分子而非晶體。因此他稱為不規律的結晶。它的不規律本質能以很少的原子數量，對幾乎無限量的可能性進行編碼。最後他將以上說明與已知的事實相比較，認為兩者是一致的。
薛丁格在第六章說道：
⋯⋯生命物質，並非規避了至今所得知的「物理定律」，而可能是和迄今未知的「物理學的其它定律」有關，一旦發現了其它定律，將形成正如前者科學整體的一部分。
他知道以上敘述容易被誤解而試圖澄清，主原則「來自無序的有序」所意味的是熱力學第二定律：亦即在某個封閉系統（例如宇宙）中，熵（entropy）只會增加。薛丁格解釋說，在一個開放系統中，生命物質會藉由原態穩定地保持負熵（今日這個量被稱為信息），來迂迴規避第二定律達成熱平衡的衰減。
在第七章他認為，「來自有序的有序」並非全新的物理學；實際上，這原則更簡單且更似合理。大自然遵循這個原則，而有些例外，譬如天體運動和鐘錶的機械構造，然而那些例外還是會被熱和摩擦力影響的。系統機械式或統計上作功的程度或依賴於溫度。如果時鐘被加熱到融化，那功能就停止運行。相反，如果溫度接近絕對零度，那麼任何系統的行為都會變得越來越機械式。某些系統表現出機械式行為是如此迅速，在室溫下的行為就幾乎等同絕對零度下的行為。
薛丁格以哲學的思索，決定論、自由意志和人類意識的奧秘，來總結本章和本書。他試圖「從以下兩個前提，我們是否無法得出正確不矛盾的結論，（1）人體功能完全是機械化的，完全遵循自然物理定律；（2）有不容置疑的直接體驗表明，我們自由地引控我們的身體，其結果可預測，而且最為關鍵且重要的是，承擔我們選擇行為的責任。我認為從這兩個事實得出的唯一可能推論就是，『我』，以最廣義來說，所有曾自稱或感受『我』的有意識主體，根據自然定律控制『原子運動』的人。」
薛丁格反對意識源頭隨著人體逐漸毀壞的想法，因為他覺得這種想法“不合口味”。他也拒絕多重不朽的靈魂沒有身體仍然可以存在的想法，因為他認為意識依舊是高度依賴於人體的。薛丁格寫道，要調和這兩種前提，
唯一可能的選擇是簡單地持續著對於意識的直接體驗，意識是一種奇異單元而其中有未知的多元；只有一個單元，卻似乎有多元的表現，而一系列僅僅是呈現出這一個單元的多面向⋯⋯
他說，意識是多重複數的任何直覺，是幻想的。薛丁格贊同婆羅門的印度教概念，其中每個人的意識只是瀰漫在宇宙中，唯一的共同意識的各種表現 - 相當於印度教的梵概念。薛丁格認為，“......“我”這個人，如果有，那依照自然規律控制了'原子運動' ”不過他也限定了這結論在其“哲學的影響”，“必然主觀的”。在最後一段他指出“我”的定義並非是經歷體驗的收集，而“即在收集它們的帆布之上。”如果催眠師能成功遮閉了所有早期記憶，他寫道，就沒有個人存在性的損失 - “也將不曾有是”

## 薛丁格的悖論
在熱力學第二定律支配的世界中，所有的孤立系統被預測會趨近於最大無序狀態。既然生命接近並保持高度有序的狀態，一些人認為，這似乎違反上述的第二定律，隱含有個悖論存在。然而，由於生物圈並不是一個孤立系統，所以該悖論不存在。有機體內部秩序的增加，是以散熱到體外而增加周遭環境中的亂度，通過這種付出代價的方式，既遵循了第二定律，生命也能維持高度有序狀態，而整個宇宙的亂度是只增無減的。為了增加地球上的複雜性 - 如生命那樣 - 則需要自由能。太陽提供了地球上生命所需的自由能。

### 其它參考文獻
- Erwin Schrödinger (1944), "What Is Life? : The Physical Aspect of the Living Cell". （页面存档备份，存于） Based on lectures delivered under the auspices of the Dublin Institute for Advanced Studies at Trinity College, Dublin, in February 1943.